# Parafia Trójcy Przenajświętszej w Przemyślu
Parafia Trójcy Przenajświętszej w Przemyślu – parafia rzymskokatolicka pod wezwaniem Trójcy Przenajświętszej w Przemyślu, należąca do dekanatu Przemyśl II w archidiecezji przemyskiej. Mieści się przy Placu Konstytucji 3 Maja, przy moście na brzegu Sanu. 

## Historia
W 1616 roku ks. Maciej Wołkowicz mansjonarz katedralny, na brzegu Sanu zbudował drewniany kościół. W 1626 roku przybyły z jarosławskiego konwentu św. Anny - siostry Benedyktynki. W 1657 roku konwent uległ znacznemu zniszczeniu podczas najazdu wojsk Rakoczego. W 1694 roku został utworzony konwent przemyski. W latach 1768–1777 z fundacji wojewody kijowskiego Franciszka Salezego Potockiego zbudowano murowany klasztor z kościołem. W 1783 roku kościół został konsekrowany. Dla celów bezpieczeństwa kościół i klasztor zostały otoczone murem obronnym. Od 1870 roku siostry prowadziły Seminarium Nauczycielskie. 24 czerwca 1941 roku w wyniku działań wojennych kościół z klasztorem zostały zniszczone. Po wojnie kościół i klasztor zostały odbudowane.
Parafia pw. Świętej Trójcy w Przemyślu została erygowana 1 września 1970 roku dekretem bpa Ignacego Tokarczuka, z wydzielonego terytorium parafii św. Józefa. Parafia powstała przy kościele i klasztorze sióstr Benedyktynek pw. Świętej Trójcy.
Proboszczowie parafii:
1970–1981. ks. prał. dr Tadeusz Szczurek.
1981–1997. ks. prał. dr Stanisław Zarych.
1997–2002. ks. prał. Mieczysław Rusin.
2002. ks. prał. Marek Kowalik.
2002–2019. ks. prał. Jan Mazurek.
2019– nadal ks. dr Arkadiusz Jasiewicz.

## Terytorium parafii
Na terenie parafii jest 5 400 wiernych mieszkających przy ulicach: Stanisława Augusta (numery nieparzyste 17–43), Barska (numery nieparzyste 3–11), Bema, Borelowskiego (numery nieparzyste 1a–37), Długosza, Drużbackiej,Grunwaldzka (numery nieparzyste 1–11, parzyste 2, 4, 6), Hoffmanowej, Jordana, Klasztorna, Kołłątaja, Kosynierów, Krasińskiego, Kraszewskiego (nr 1), Plac Konstytucji 3 Maja, 3 Maja (numery parzyste 2–64, nieparzyste 1–9), Naruszewicza, Niemcewicza, Racławicka, Sarbiewskiego, Ks. Piotra Skargi (numery 1, 3, numery parzyste 2–10), 22 Stycznia, Traugutta, Wyczółkowskiego (nr 1), Wyspiańskiego (nr 1–8).